# آخرین امپراتور
آخرین امپراتور (به انگلیسی: The Last Emperor) نام فیلمی است که زندگی پویی، آخرین امپراتور چین را به تصویر درآورده است. این فیلم، برنده ۹ جایزه اسکار شد از جمله جایزهٔ اسکار بهترین فیلم را در سال ۱۹۸۷ به دست آورد. آخرین امپراتور بر اساس کتابی به همین نام ساخته شده‌است.‌